# Васыгов, Фаттах
Фаттах Васыгов (1912, Ташкент — 2002, Ташкент) — советский хозяйственный, государственный и политический деятель, Герой Социалистического Труда.

## Биография
Родился в 1912 году в Ташкенте. Член КПСС с 1945 года.
Участник Великой Отечественной войны. С 1943 года — на хозяйственной, общественной и политической работе. В 1943—1970 гг. — заведующий отделом, ответственный секретарь Хорезмского облисполкома, заведующий отделом Президиума Верховного Совета Узбекской ССР, ответорганизатор ЦК КП Узбекистана, первый секретарь Турткульского горкома КП Узбекистана, секретарь Каракалпакского обкома КП Узбекистана, первый секретарь Амударьинского райкома КП Узбекистана, заведующий сектором отдела ЦК КП Узбекистана.
Указом Президиума Верховного Совета СССР от 11 января 1957 года присвоено звание Героя Социалистического Труда с вручением ордена Ленина и золотой медали «Серп и Молот».
Умер в Ташкенте в 2002 году.